# Předbořice (Kamberk)
Předbořice je malá vesnice, část obce Kamberk v okrese Benešov. Nachází se asi 2 km na severozápad od Kamberku. Prochází zde silnice II/125. V roce 2009 zde bylo evidováno 16 adres.
Předbořice leží v katastrálním území Kamberk o výměře 11,33 km².

## Historie
První písemná zmínka o vesnici pochází z roku 1420.

## Pamětihodnosti
- Kaple svatého Vojtěcha

## Galerie

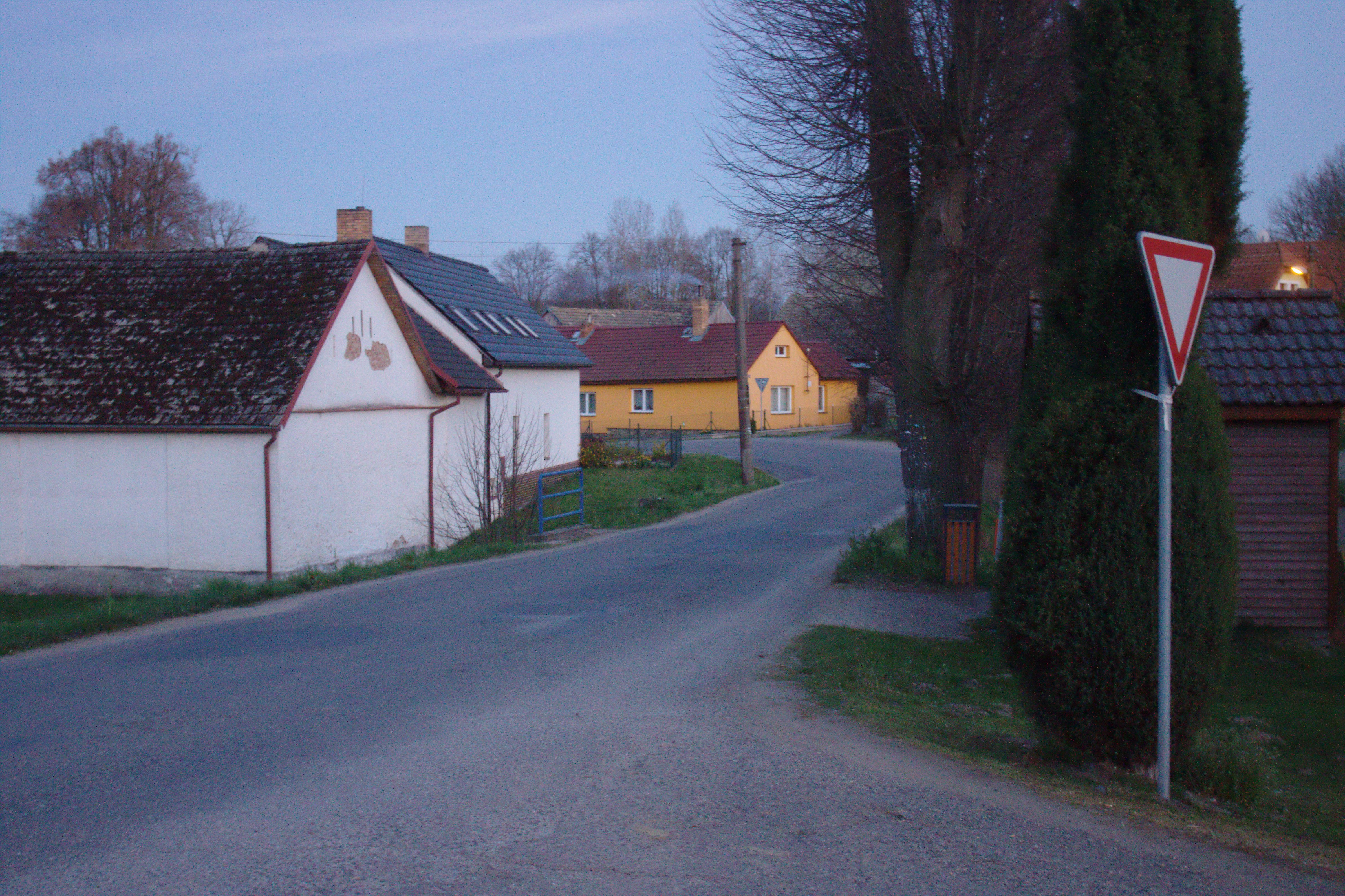
Silnice
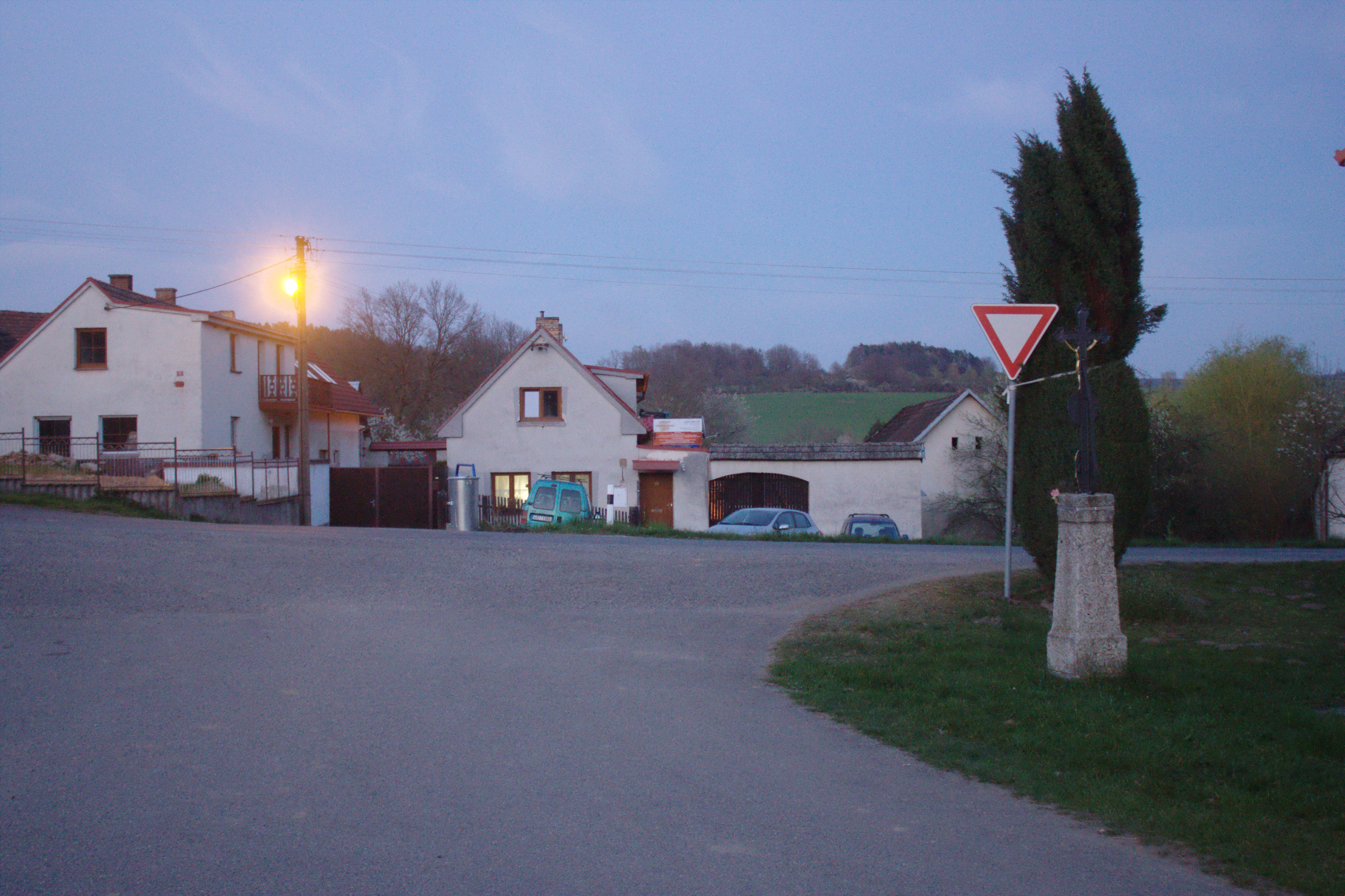
Večer
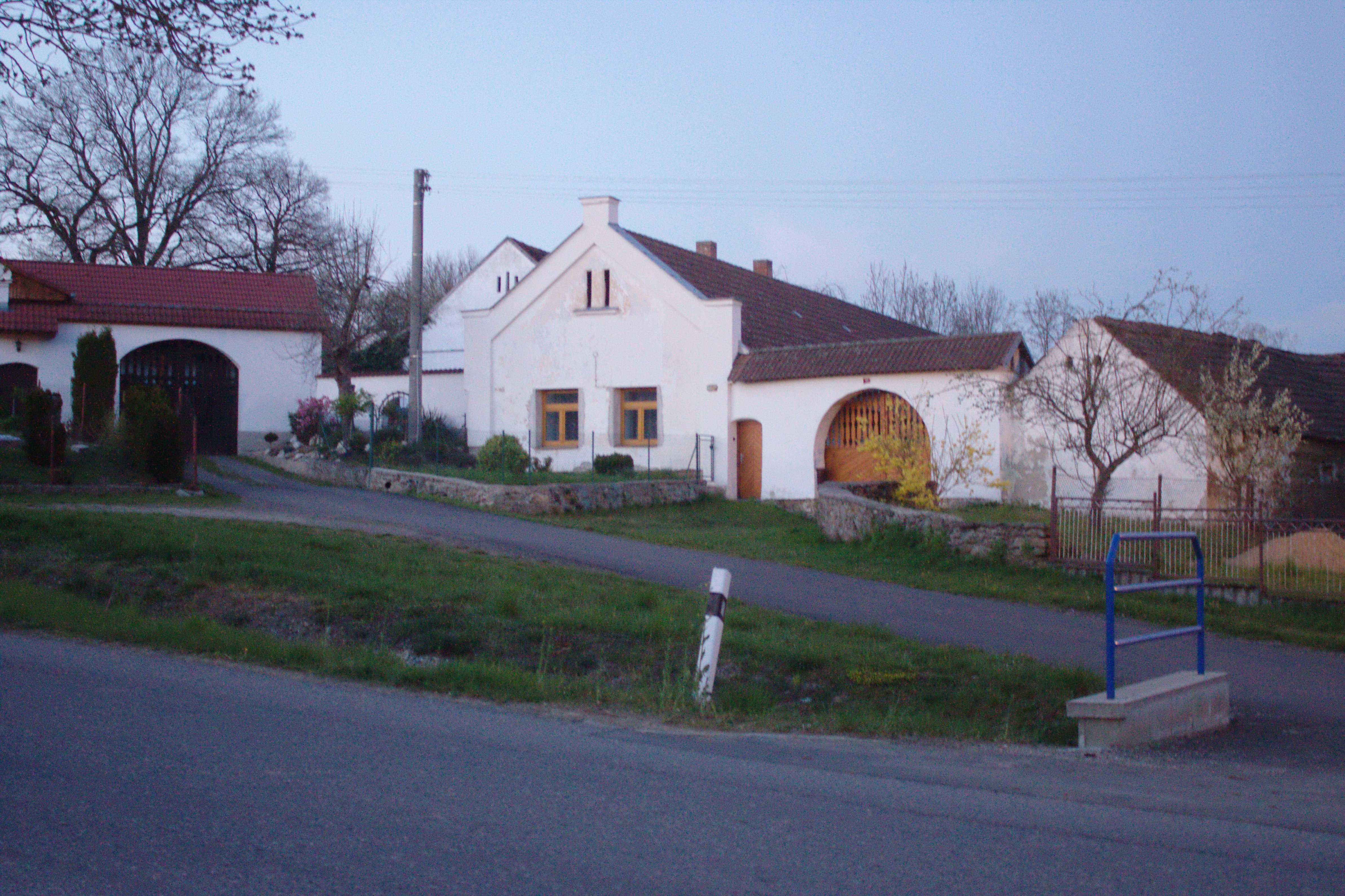
Statek